# Hymenocallis praticola
Hymenocallis praticola är en amaryllisväxtart som beskrevs av Nathaniel Lord Britton och Percy Wilson. Hymenocallis praticola ingår i släktet Hymenocallis och familjen amaryllisväxter. Inga underarter finns listade i Catalogue of Life.